# Eutelesia vulgaris
Eutelesia vulgaris är en fjärilsart som beskrevs av Druce 1885. Eutelesia vulgaris ingår i släktet Eutelesia och familjen björnspinnare. Inga underarter finns listade i Catalogue of Life.